# Lisa del Bo
Lisa del Bo, nata Reinhilde Goossens (Bilzen, 9 giugno 1961), è una cantante belga popolare sia nel suo paese che in Germania.
Fiamminga, spesso canta in lingua olandese è conosciuta per aver inciso canzoni anche in altre lingue.
Ha rappresentato il Belgio all'Eurofestival del 1996 con la canzone Liefde is een kaartspel, piazzandosi al sedicesimo posto.
Ha anche inciso un duetto con il collega belga Helmut Lotti.

## Discografia

### Singoli
- 1991 Maar nu, wat doe ik zonder jou (Madame)
- 1992 Liefde (Lidia a Mosca)
- 1993 Vlinder
- 1993 Ergens
- 1994 Leef nu met een lach
- 1994 Eindeloos
- 1995 Mijn hart is van slag
- 1995 Van alles
- 1996 Liefde is een kaartspel (L'amore è un gioco a carte)
- 1996 Morgen (Tell him)
- 1996 Roosje
- 1997 Alleen voor jou
- 1998 Eenzam zonder jou - with Bart Kaell
- 1998 Met 16 kan je nog dromen (A 16 anni si può ancora avere un sogno)
- 1998 De drie klokken
- 1999 Zeldzaam gevoel
- 2000 Nooit op zondag
- 2003 Tussen Heist en de Ardennen - con Willy Sommers e Luc Steeno
- 2004 Jij (Love will keep us together)